# Bombus (software)
Bombus is een chatprogramma dat het XMPP-protocol (Jabber) voor instant messaging gebruikt. Het is vrije software. De client is geschreven in Java en draait op mobiele telefoons met ondersteuning voor J2ME/MIDP.